# Kim Đồng, Cao Bằng
Kim Đồng là một xã thuộc tỉnh Cao Bằng, Việt Nam.

## Địa lý
Xã Kim Đồng nằm ở phía bắc huyện Thạch An, có vị trí địa lý:
- Phía đông giáp huyện Hòa An
- Phía tây giáp xã Canh Tân
- Phía nam giáp xã Đức Thông và xã Thái Cường
- Phía bắc giáp thành phố Cao Bằng và huyện Hòa An.

Xã Kim Đồng có diện tích 54,14 km², dân số năm 2019 là 2.801 người, mật độ dân số đạt 51 người/km².
Trên địa bàn xã có một số ngọn núi như Cạm Ngần, Chón Tạc, Đông Đăm, Khuổi Đeng, Khuổi Ác, Khuổi Phung, Khuổi Xá, Pá Đâu. Kim Đồng có suối Nà Ngườm, suối Nà Luông và khuổi (suối) Lạng.
Quốc lộ 4A chạy qua địa bàn xã từ bắc xuống nam, trên tuyến đường có một số cầu như Nà Vai, Nặm Nàng, Nặm Nàng 1, Nặm Nàng 2.

## Lịch sử
Sau năm 1975, Kim Đồng là một xã thuộc huyện Thạch An.
Đến năm 2019, xã Kim Đồng được chia thành 12 xóm: Bản Ba, Bản Sộc, Nà Chàm - Bó Pia, Chu Lăng, Khuổi Đăm, Khuổi Đẩy, Khuổi Nạng, Nà Ngườm, Nà Khao, Nà Vai, Nặm Nàng, Nặm Thẩu.
Ngày 9 tháng 9 năm 2019, Hội đồng Nhân dân tỉnh Cao Bằng ban hành Nghị quyết số 27/NQ-HĐND về việc:
- Sáp nhập hai xóm Khuổi Đăm và Bản Ba thành xóm Xuân Thắng
- Sáp nhập xóm Khuổi Nạng vào xóm Nà Vai
- Sáp nhập hai xóm Nà Khao, Khuổi Đẩy và một phần xóm Nặm Thẩu vào xóm Nặm Nàng
- Sáp nhập xóm Nà Ngườm và phần còn lại của xóm Nặm Thẩu thành xóm Nặm Nà
- Sáp nhập hai xóm Nà Chàm - Bó Pia và Chu Lăng thành xóm Chu Lăng - Bó Chàm.

## Hành chính
Xã Kim Đồng được chia thành 5 xóm: Bản Sộc, Chu Lăng - Bó Chàm, Nà Vai, Nặm Nà, Xuân Thắng.